# ラホール条約
ラホール条約（ラホールじょうやく、英: Treaty of Lahore）は、1846年3月9日に締結された、第一次シク戦争の講和条約。
ヘンリー・ハーディングとイギリス東インド会社職員2名がイギリス代表として、7歳のドゥリープ・シングとラホールのダーバーのうち7名がシク王国代表として署名した。

## 背景
1801年から1839年の死までパンジャーブにおけるシク王国を築き上げたランジート・シングは、ラホールをその首都とした。彼の死後、シク王国は政治不安に陥り、クーデターや暗殺が頻発して王国は安定を失った。これを不安要素とみたイギリスは王国を挑発し、ついに1845年12月13日、インド総督ヘンリー・ハーディングは宣戦布告を発し、第一次シク戦争に突き進んだ。
この戦争ではイギリスはフィールーズシャーの戦いで危うく敗北するところだったが、最終的にはソブラーオーンの戦いで大勝して、1846年2月20日に無抵抗なラホールに入城した。

## 平和条約
平和条約の交渉はハーディングが直接担当せず、フレデリック・カリーがその代役となり、ヘンリー・モンゴメリー・ローレンスが軍備制限条項の顧問を務めた。カリーは交渉において外交官としての才能を示し、条約締結後の1847年1月に男爵に叙された。
条約の内容は懲罰的だった。シク王国は戦前の数分の一に縮められ、ジャンムーとカシュミール、ハザーラ、サトレジ川南岸、サトレジ川とビアース川の間の領土を失った。さらに、シク王国に軍備制限が敷かれ、王国が所持していた36挺の銃が没収された。サトレジ川、ビアース川、およびインダス川の一部の管理権はイギリスに接収された（ただし王国政府が所有する民用船の通行は妨げられない）。また、イギリス東インド会社に協力したグラーブ・シングには見返りとしてジャンムーとカシュミールの購入を約束された。

## 追加協定
平和条約は1846年3月9日に署名され、その2日後に8条の追加協定が署名された。
この追加協定はシク王国の宮廷が要求したもので、「マハラジャとラホール市民を保護するため、シク王国軍の再編の間」イギリス軍はラホールに駐留する（ただし1846年末まで）、というものである。その間、ラホールに駐留していたシク軍は同市から撤退、イギリス軍には臨時の居住地が与えられ、その支出はラホールが払う。
他にはイギリスはラホールのジャーギールたちの権利を尊重し、シク王国が平和条約でイギリスに割譲する土地の税金未納者からの徴収を手伝うことに同意した。

## アムリトサル条約
イギリスは戦争の賠償金として1500万ルピーを要求した。王国はすぐに賠償金を支払うことができなかったため、ハザーラやカシュミールなど国土の一部を1000万ルピー相当として割譲し、600万ルピーを現金で支払った。
イギリスはその後、カシュミールをジャンムーのラジャであるグラーブ・シングに750万ルピーの値段で売却した。売却の条約は1846年3月16日、アムリトサル条約（英語: Treaty of Amritsar）として締結され、グラーブ・シング、ハーディング、カリー、ローレンスが署名した。
条約により、グラーブ・シングはジャンムー・カシュミール藩王国の初代君主となった。

## バイローヴァル条約
3月11日の追加協定ではイギリス軍は1846年末までに撤退することが定められていた。この期限が近づくと、シク王国の宮廷はイギリス軍の駐留の期限をドゥリープ・シングが成人する（16歳になる）までに延長することを求めた。
イギリスは同意し、バイローヴァル条約（英語: Treaty of Bhyroval）が成立した。条約は1846年12月26日にカリー、ローレンス、そしてダーバーの代表13名が署名し、ハーディングとドゥリープ・シングが批准した。
イギリス軍駐留の条件は、イギリスがラホールに駐在官（およびその補佐官）を置くことであり、その駐在官は「王国においてあらゆる権限を行使できる」と定められた。摂政であるジンド・カウル（ドゥリープ・シングの母）には15万ルピーの年金が与えられる代わりに摂政から退き、その権力はイギリスが任命する摂政委員会に委ねられた。しかし、これは実質的に統治権をイギリスに委ねることであった。
結局、これらの植民地支配による各種の改革に不満だった人々が反乱を起こし、1848年5月に第二次シク戦争が勃発した。